# Alexandru Zirra
Alexandru Zirra (* 14. Juli 1883 in Roman; † 26. März 1946 in Sibiu) war ein rumänischer Komponist.
Zirra besuchte von 1902 bis 1905 das Konservatorium von Iași und studierte dann bei Carlo Gatti in Mailand. Von 1907 bis 1925 unterrichtete er in Iași Musiktheorie, dann gründete er ein Institut für Musik und Theater in Czernowitz, das er bis 1935 leitete. Nachdem er erneut am Konservatorium von Iași unterrichtet hatte, wurde er 1941 Direktor der Opera Națională București. Er komponierte mehrere Opern, drei Sinfonien und fünf sinfonische Dichtungen, kammermusikalische Werke, eine Kantate und Lieder.

## Opern
- Luceafărul, 1912
- Alexandru Lăpușneanu, 1935/1944
- O făclie de Paști, 1937
- Capra cu trei iezi, 1939
- Furtuna, 1941
- Ion Vodă Potcoavă, 1943

| Personendaten    | Personendaten         |
| ---------------- | --------------------- |
| NAME             | Zirra, Alexandru      |
| KURZBESCHREIBUNG | rumänischer Komponist |
| GEBURTSDATUM     | 14. Juli 1883         |
| GEBURTSORT       | Roman                 |
| STERBEDATUM      | 26. März 1946         |
| STERBEORT        | Sibiu                 |